# Псковский автобус
Псковский автобус — автобусная система в городе Пскове. Представлена сетью автобусов малой, большой и особо большой вместимости. У негосударственных предприятий — автобусами малой и особо малой вместимости. В 2017 году все автобусы ГАЗель были сняты с маршрутов. Основной класс автобусов — большой (3 входные двери, 2 оси, вместимость — около 100 человек). До 2014 года — особо большой (4 входные двери, 3 оси, вместимость — около 170 человек). Средний возраст автобусов — 12 лет. Пассажиропоток псковской автобусной системы составил 33,5 миллиона человек в 2021 году. Система появилась сразу после Великой Отечественной войны, когда был ликвидирован псковский трамвай, и с тех пор автобус является единственным видом городского общественного транспорта в Пскове.

## Современное состояние
На настоящий момент в городе насчитывается 66 маршрутов, включая пиковые и сезонные маршруты. Все перевозки осуществляются автобусами малой, средней, большой и особо большой вместительности. Автобусы связывают между собой все районы города: Завеличье, Запсковье, Кресты, Любятово, Овсище, Корытово и Лопатино и отдалённые посёлки Тямша, Подборовье и Писковичи. Есть также сезонные дачные маршруты.
В августе 2018 года был запущен онлайн-портал для отслеживания передвижения автобусов. В том же месяце, в нескольких автобусах в тестовом режиме появился бесплатный Wi-Fi (в настоящее время система отключена).
В августе 2018 компания ООО «Стартранс» (Московская область) стала обслуживать маршрут № 30, а в ноябре того же года — ещё и № 22. С июня 2019 маршруты вновь обслуживаются ГППО «Псковпассажиравтотранс».
3 октября 2020 года ГППО «Псковпассажиравтотранс» изменило расписание маршрутов №№ 116, 124 и 124а. Это вызвало волну негодования со стороны жителей посёлка Тямша, регулярно пользующихся данными маршрутами. ООО «Автэкс», в свою очередь, также изменило расписание маршрута № 360.
С 1 ноября в Пскове введены транспортные карты, что также было воспринято по-разному пассажирами. Одновременно с этим стоимость проезда наличными выросла до 27 рублей, по безналичному расчёту — до 26 рублей. Транспортные карты работают только в автобусах ГППО «Псковпассажиравтотранс». Частные перевозчики по состоянию на 12 ноября 2020 года не приняли решения повысить стоимость проезда в своих автобусах.
ГППО «Псковпассажиравтотранс» критикуют за большой возраст автобусов, из-за чего на многих маршрутах не хватает техники, в настоящее время ГППО «Псковпассажиравтотранс» постепенно закрывает маршруты. Например, были закрыты маршруты №№ 2а, 6а, 15а, а также увеличивает интервалы на оставшихся маршрутах. С 2014 года предприятие находится в глубоком кризисе.
В 2020 году прошли конкурсы на поставку новых автобусов в Псков и Великие Луки. Будет поставлено 249 автобусов (однако 111 из них будет морально устаревшими ПАЗ-32054 и 36 — ПАЗ-4234). Для этих целей из федерального бюджета выделено 1,25 млрд рублей.
В феврале-мае 2024 года в Псков поступило 20 автобусов Volgabus-6271, списываемых в Санкт-Петербурге.
С 26 сентября 2024 года прекращена работа ООО "Автэкс" на маршрутах №№ 52, 54 и 360 (маршруты 357 и 361 были закрыты месяцем ранее), на маршрутах №№ 54 и 360 с 01 октября 2024 года вышел перевозчик ООО "АЛЮР-Авто".
В октябре-ноябре 2024 года автопарк ГППО "Псковпассажиравтотранс" поплнился 32 новыми автобусами МАЗ-216.047. Первые 18 единиц вышли на маршруты 16 октября 2024 года.
В декабре 2024 года отставлены от работы последние автобусы HESS и Mercedes-Benz Türk o345G.

## Галерея

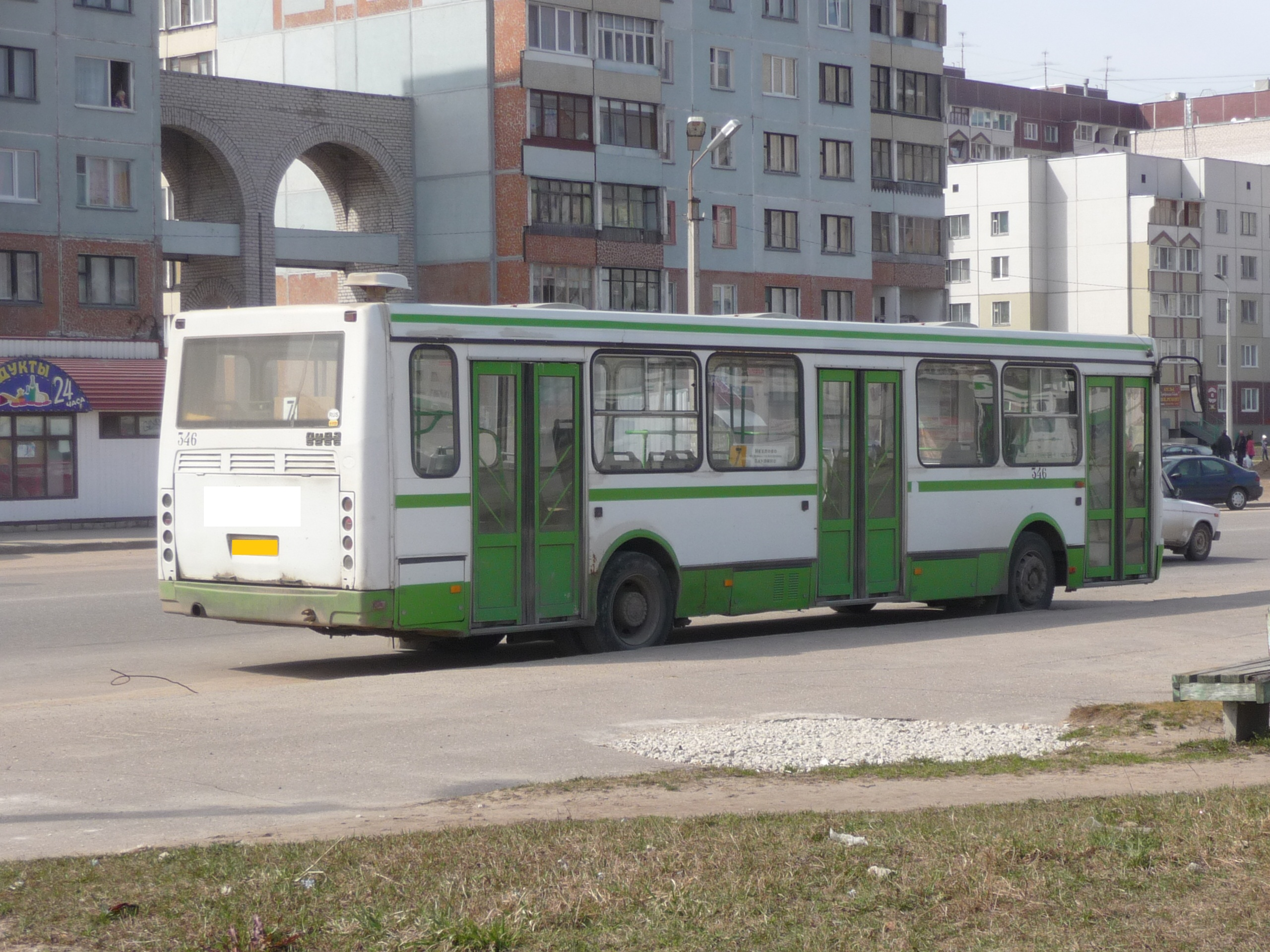
Автобус ЛиАЗ-5256.26, маршрут № 7
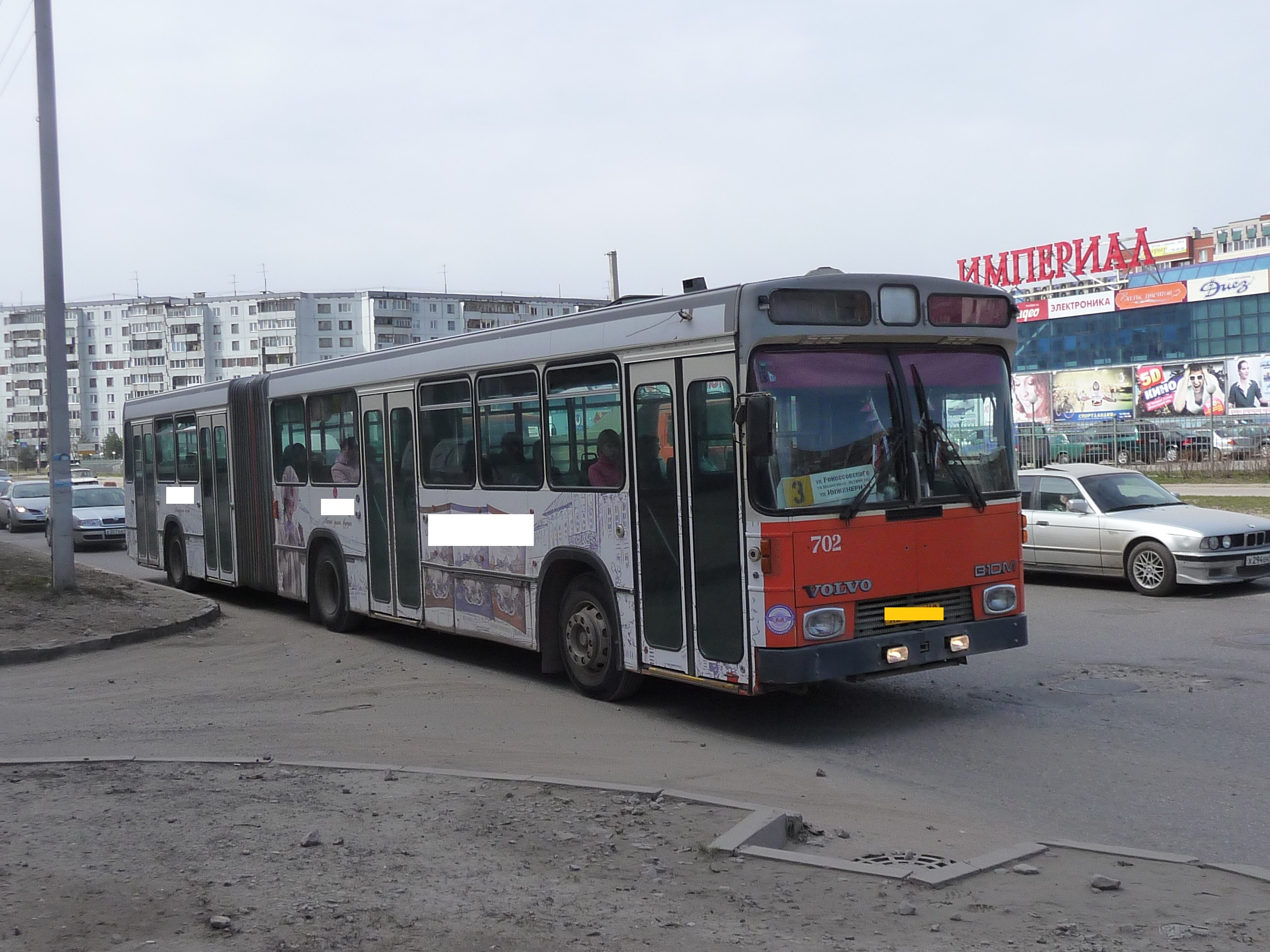
Автобус Hess (Volvo B10M-C), маршрут № 3
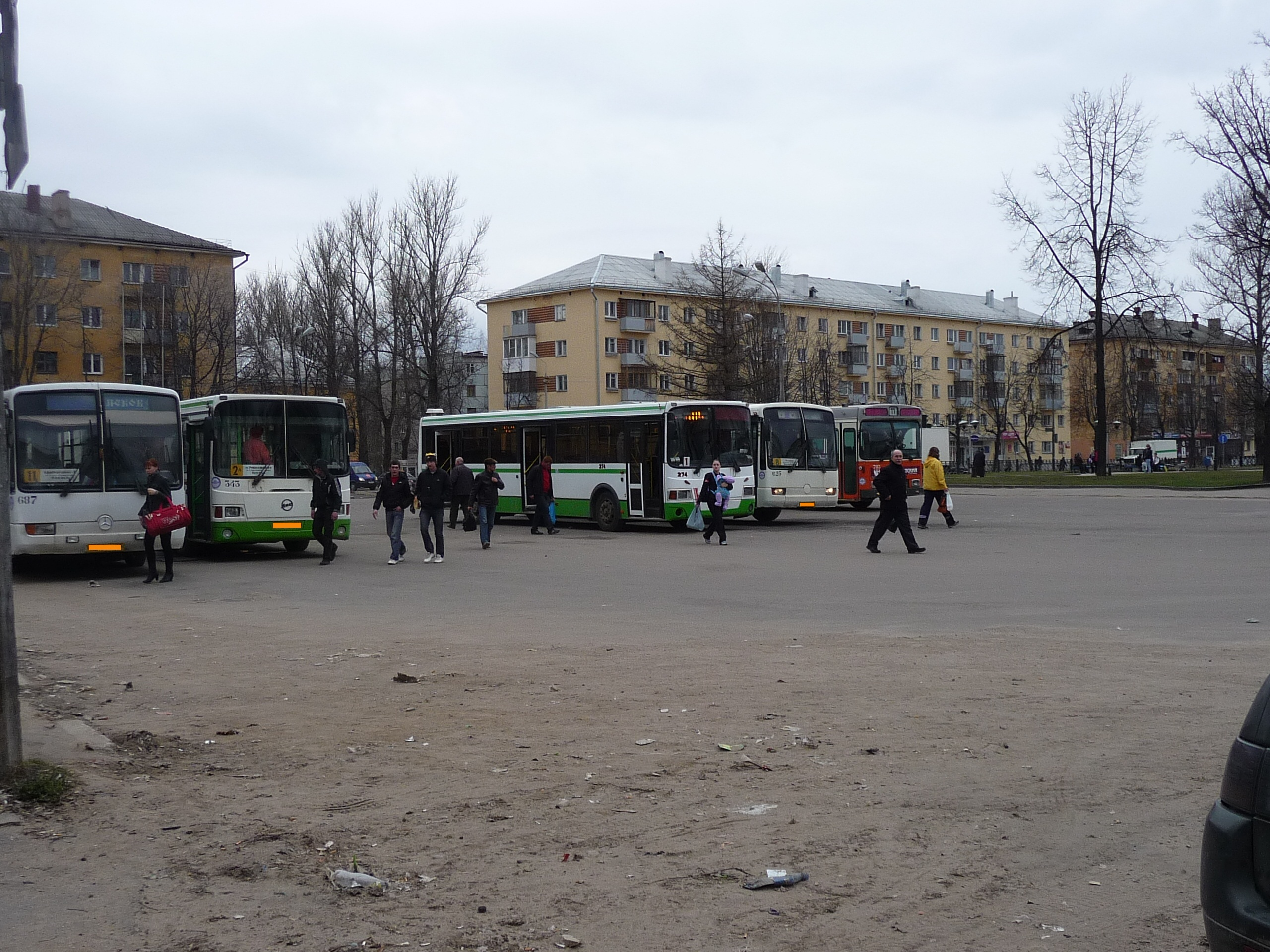
Автобусы на Привокзальной площади (вокзал Псков-Пассажирский)